# Пероль (Тарн)
Перо́ль (фр. Peyrole, окс. Peiròla) — коммуна во Франции, находится в регионе Юг — Пиренеи. Департамент — Тарн. Входит в состав кантона Дё-Рив. Округ коммуны — Альби.
Код INSEE коммуны — 81208.

## География
Коммуна расположена приблизительно в 570 км к югу от Парижа, в 45 км северо-восточнее Тулузы, в 25 км к юго-западу от Альби.

## Климат
Климат умеренно-океанический. Зима мягкая и дождливая, лето жаркое с частыми грозами. Ветры довольно редки.

## Население
Население коммуны на 2010 год составляло 491 человек.
| 1962 | 1968 | 1975 | 1982 | 1990 | 1999 | 2010 |
| ---- | ---- | ---- | ---- | ---- | ---- | ---- |
| 350  | 311  | 268  | 251  | 256  | 306  | 491  |

## Администрация
| Период | Период | Фамилия         | Партия | Примечания |
| ------ | ------ | --------------- | ------ | ---------- |
| 2001   | 2014   | Сильвер Нивеле  |        |            |
| 2014   | 2020   | Мари-Элен Амель |        |            |

## Экономика
В 2007 году среди 297 человек в трудоспособном возрасте (15—64 лет) 226 были экономически активными, 71 — неактивными (показатель активности — 76,1 %, в 1999 году было 71,7 %). Из 226 активных работали 202 человека (110 мужчин и 92 женщины), безработных было 24 (9 мужчин и 15 женщин). Среди 71 неактивных 23 человека были учениками или студентами, 23 — пенсионерами, 25 были неактивными по другим причинам.